# Finále Grand Prix IAAF 2002
18. Finále Grand Prix IAAF – lehkoatletický závod, který se odehrál 14. září roku 2002 v Paříži na stadionu Stade Sébastien-Charléty.

## Výsledky

### Muži
| Disciplína     | 1. místo          | Výkon   | 2. místo          | Výkon   | 3. místo           | Výkon   |
| Běh na 100 m   | Jon Drummond      | 9,97    | Kim Collins       | 9,98    | Francis Obikwelu   | 10,03   |
| Běh na 400 m   | Michael Blackwood | 44,72   | Greg Haughton     | 44,87   | Leonard Byrd       | 44,92   |
| Běh na 1500 m  | Hišám Al-Karúdž   | 3:29,27 | Bernard Lagat     | 3:30,54 | Cornelius Chirchir | 3:31,51 |
| Běh na 3000 m  | Abraham Chebii    | 8:33,42 | Paul Bitok        | 8:34,00 | Mark Bett          | 8:34,20 |
| 400 m překážek | Félix Sánchez     | 47,62   | Stéphane Diagana  | 47,82   | James Carter       | 48,12   |
| Trojskok       | Christian Olsson  | 17,48 m | Jonathan Edwards  | 17,41 m | Alexander Martinez | 17,09 m |
| Skok vysoký    | Stefan Holm       | 2,31 m  | Jaroslav Rybakov  | 2,28 m  | Abderahmane Hammad | 2,28 m  |
| Skok o tyči    | Jeff Hartwig      | 5,75 m  | Alexandr Averbuch | 5,75 m  | Tim Lobinger       | 5,65 m  |
| Hod kladivem   | Kódži Murofuši    | 81,14 m | Adrián Annus      | 80,03 m | Balázs Kiss        | 79,74 m |
| Vrh koulí      | Adam Nelson       | 21,34 m | Jurij Bilonoh     | 20,74 m | Milan Haborák      | 20,40 m |

### Ženy
| Disciplína     | 1. místo             | Výkon   | 2. místo            | Výkon   | 3. místo              | Výkon   |
| Běh na 100 m   | Debbie Fergusonová   | 10,97   | Tayna Lawrenceová   | 10,99   | Chryste Gaines        | 11,09   |
| Běh na 400 m   | Ana Guevaraová       | 49,90   | Lorraine Fentonová  | 50,47   | Jearl Miles Clark     | 51,48   |
| Běh na 1500 m  | Jelena Zadorožná     | 4:00,63 | Suzy Favor-Hamilton | 4:01,08 | Geraldine Hendricken  | 4:02,08 |
| Běh na 3000 m  | Gabriela Szabóová    | 8:56,29 | Tatjana Tomašovová  | 8:56,34 | Berhane Adereová      | 8:56,60 |
| 100 m překážek | Gail Deversová       | 12,51   | Brigitte Fosterová  | 12,62   | Anjanette Kirklandová | 12,62   |
| Skok daleký    | Maurren Maggiová     | 7,02 m  | Taťjana Kotovová    | 6,86 m  | Tünde Vaszi           | 6,70 m  |
| Hod diskem     | Natalia Sadowa       | 65,79 m | Věra Pospíšilová    | 64,10 m | Elina Zwierawa        | 63,28 m |
| Hod oštěpem    | Osleidys Menéndezová | 65,69 m | Mikaela Ingbergová  | 62,34 m | Tatjana Šikolenková   | 62,25 m |